# Bo Adamson
Bo L. Adamson, född 21 juli 1925 i Karlskrona, död 21 december 2022 i Bunkeflostrand, var en svensk ingenjör och byggnadsforskare.
Adamson tog examen från KTH 1948, blev teknologie licentiat 1951 och teknologie doktor 1955. Han bedrev forskning vid Fortifikationsförvaltningen 1948–1954, var verksam vid Statens nämnd för byggnadsforskning 1955–1957, var VD för Småhusbyrån AB i Malmö 1959–1964 och Siporex småhus AB 1962–1964. Från 1964 var han professor i byggnadskonstruktionslära vid Lunds tekniska högskola. 
Mycket av hans forskning gällde energieffektiva byggnader, och det var Adamson som, tillsammans med tysken Wolfgang Feist, 1988 myntade uttrycket passivhus.
År 2014 utnämndes Bo Adamson, tillsammans med Feist, till Årets Innovatör inom priset Årets Framtidsbyggare.